# Allosidastrum
Allosidastrum (Hochr.) Krapov. et al. é um género botânico pertencente à família Malvaceae.

## Espécies
Apresenta quatro espécies:
- Allosidastrum dolichophyllum
- Allosidastrum hilarianum
- Allosidastrum interruptum
- Allosidastrum pyramidatum